# ميكانيكا هوائية

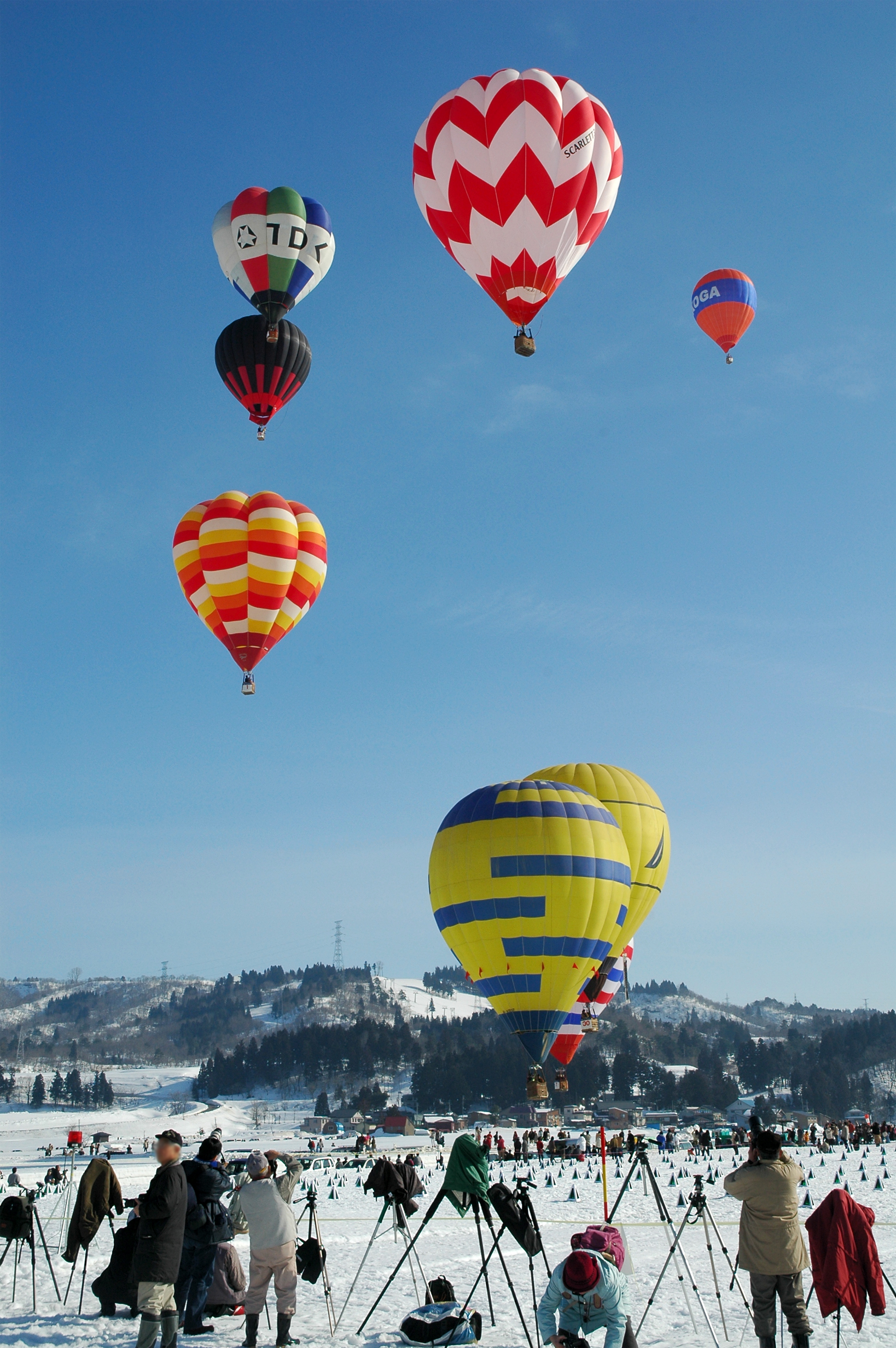

الميكانيكا الهوائية هي العلم حول الميكانيكا التي تتعامل مع حركة الهواء والغازات التي تتعلق بالديناميكا الهوائية، ومنها الفيزياء الحرارية والهوائية.
 وهي فرع ايضاً من الميكانيكا التي تتعامل مع حركة الغازات (وخاصة الهواء) وآثارها على الأجسام في التدفق مثل تدفق السوائل وهي أنظمة تفاعلية وتفاعلها ديناميكي، حيث تتسبب قوة السوائل في تشوه الهيكل الذي يغير اتجاهه إلى التدفق وبالتالي تنتج قوة السائل.
المناطق التي توجد فيها الديناميكا الهوائية هي الطائرات بأنواعها ومنها الهليكوبتر، لأنها تعتمد منذ صنعها على المرواح والدوارات.